# Beth Ditto
Pour les articles homonymes, voir Dito.
Beth Ditto, de son vrai nom Mary Beth Patterson, est une auteure-compositrice-interprète américaine, née le 19 février 1981 à Searcy en Arkansas aux États-Unis.
Elle est connue grâce au groupe de pop-rock Gossip, dont elle était la chanteuse avant la dissolution du groupe en 2016 et le début de sa carrière solo.
Militante pour les droits LGBT, elle est ouvertement lesbienne.

## Biographie

### Une enfance difficile
Dans son autobiographie,, la chanteuse évoque les abus sexuels qu'un de ses oncles pédophile et grossophile, Lee Roy, lui a fait subir durant son enfance. Elle y écrit : 

« Je me levais chaque matin avec ce fardeau et j’allais me coucher chaque soir avec la douleur qui y était associée. »

Elle révèle que sa mère, Velmyra Estel, aurait été victime d'actes incestueux de son propre père dans l'indifférence de sa mère, et a été déboutée à 15 ans de la plainte qu'elle a déposée. La chanteuse évoque également plusieurs dépressions et tentatives de suicide.

### Carrière musicale
Dans Les Inrockuptibles Beth Ditto revendique comme influences Billie Holiday, Aretha Franklin, Dusty Springfield, Janis Joplin, Gloria Gaynor et Donna Summer, Tina Turner, Cyndi Lauper et Missy Elliott ou encore Madonna parmi les chanteuses, Queen, Culture Club et Wham! mais aussi Sonic Youth, Nirvana, Pearl Jam, The Raincoats et Siouxsie and the Banshees parmi les groupes ; la philosophe Simone de Beauvoir ; le travesti Divine ; et l'actrice et productrice Roseanne Barr.

### Mode et cosmétique
Artiste provocatrice, elle milite pour l'acceptation du corps corpulent et a posé nue dans plusieurs magazines. Elle a refusé un contrat avec Gap, arguant que les magasins de la marque ne vendaient pas de vêtements dans sa taille. En 2009, elle conçoit ses premiers modèles de vêtements prêt-à-porter pour la marque Evans. En janvier 2012, elle lance une gamme de maquillages avec la marque MAC Cosmetics.

### Autres
En février 2014, elle participe à la 39e cérémonie des César, où elle remet le César de la meilleure musique originale. Le trophée revient alors à Martin Wheeler, pour le film Michael Kohlhaas.
En novembre 2024, elle est présente sur le prime de la Star Academy pour surprendre Marine avec qui elle interprétera Heavy Cross.

### Vie privée
Ouvertement lesbienne, elle est connue pour ses prises de position féministes et en faveur des droits des personnes LGBT. En juin 2013, elle a épousé sa compagne à Hawaï, alors que le mariage homosexuel n'y était alors pas reconnu légalement. Ce n'est que depuis le 1er janvier 2015 et l'entrée en vigueur du mariage homosexuel en Oregon, leur État de résidence, que les deux femmes sont officiellement mariées.

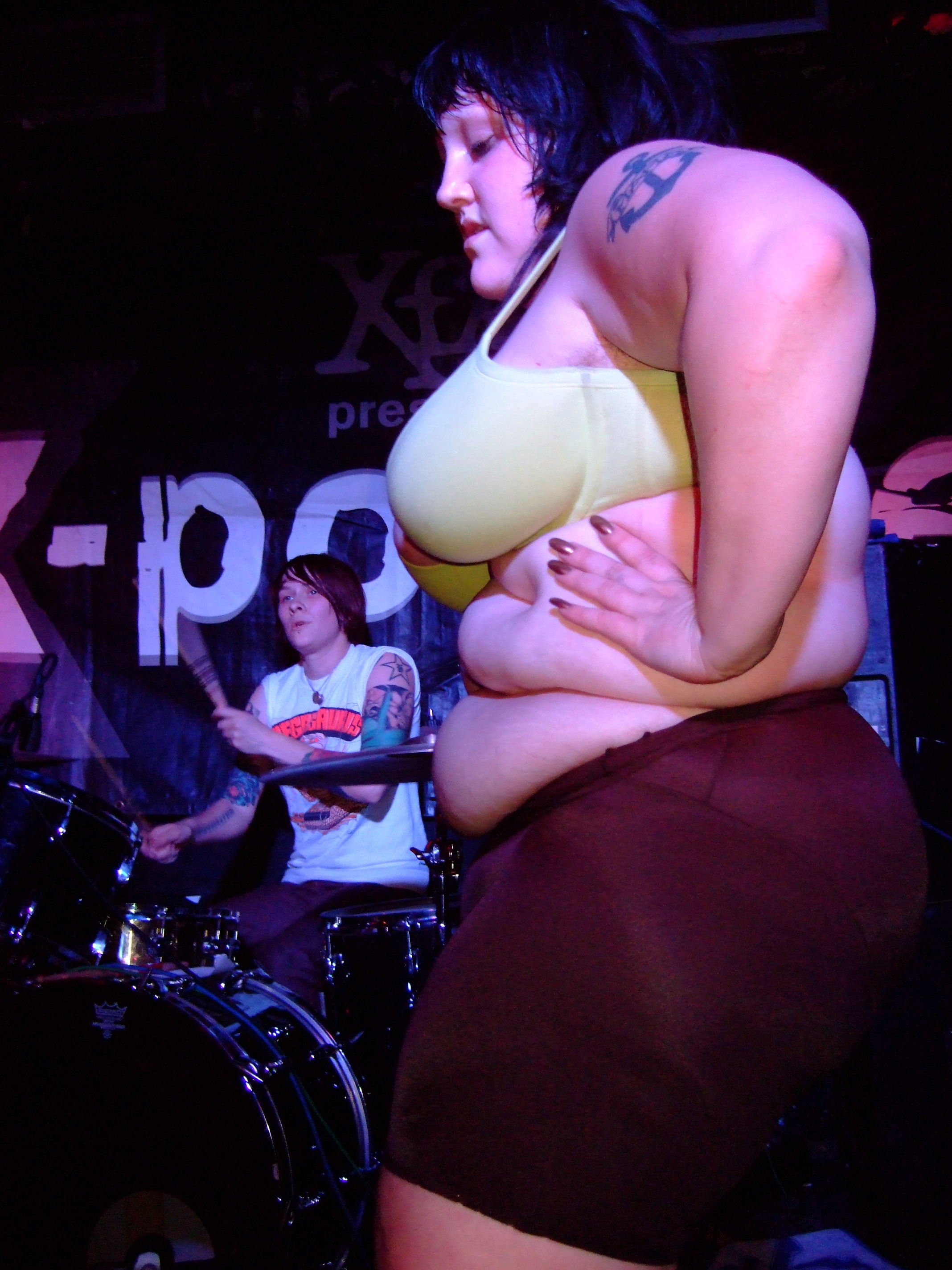
Au London Barfly le 16 mai 2007.
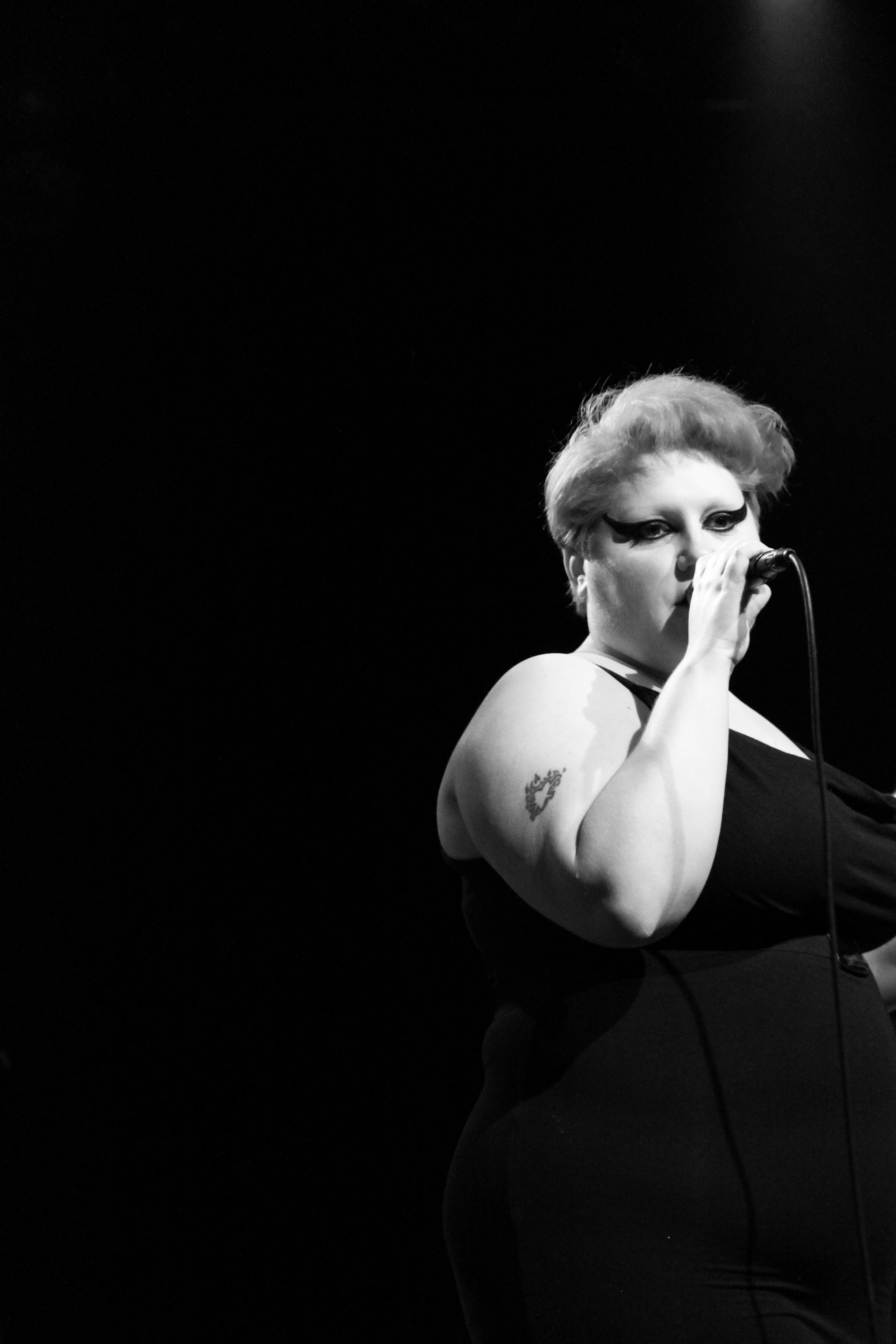
Beth Ditto avec The Gossip au Commodore Ballroom à Vancouver en 2009.
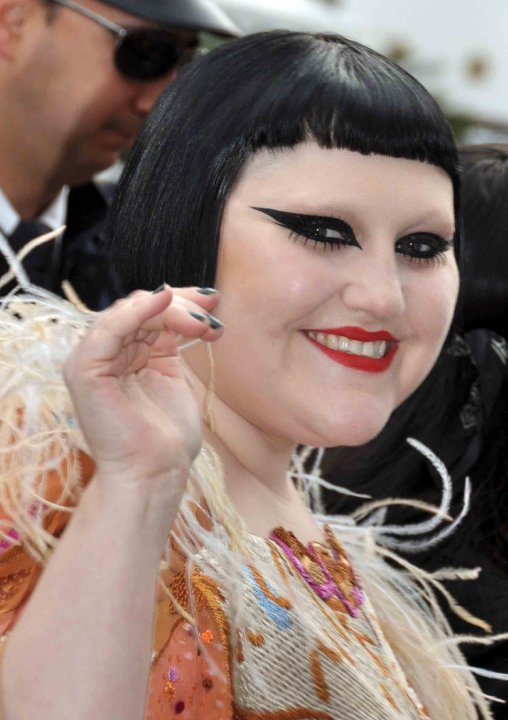
Au festival de Cannes 2010.
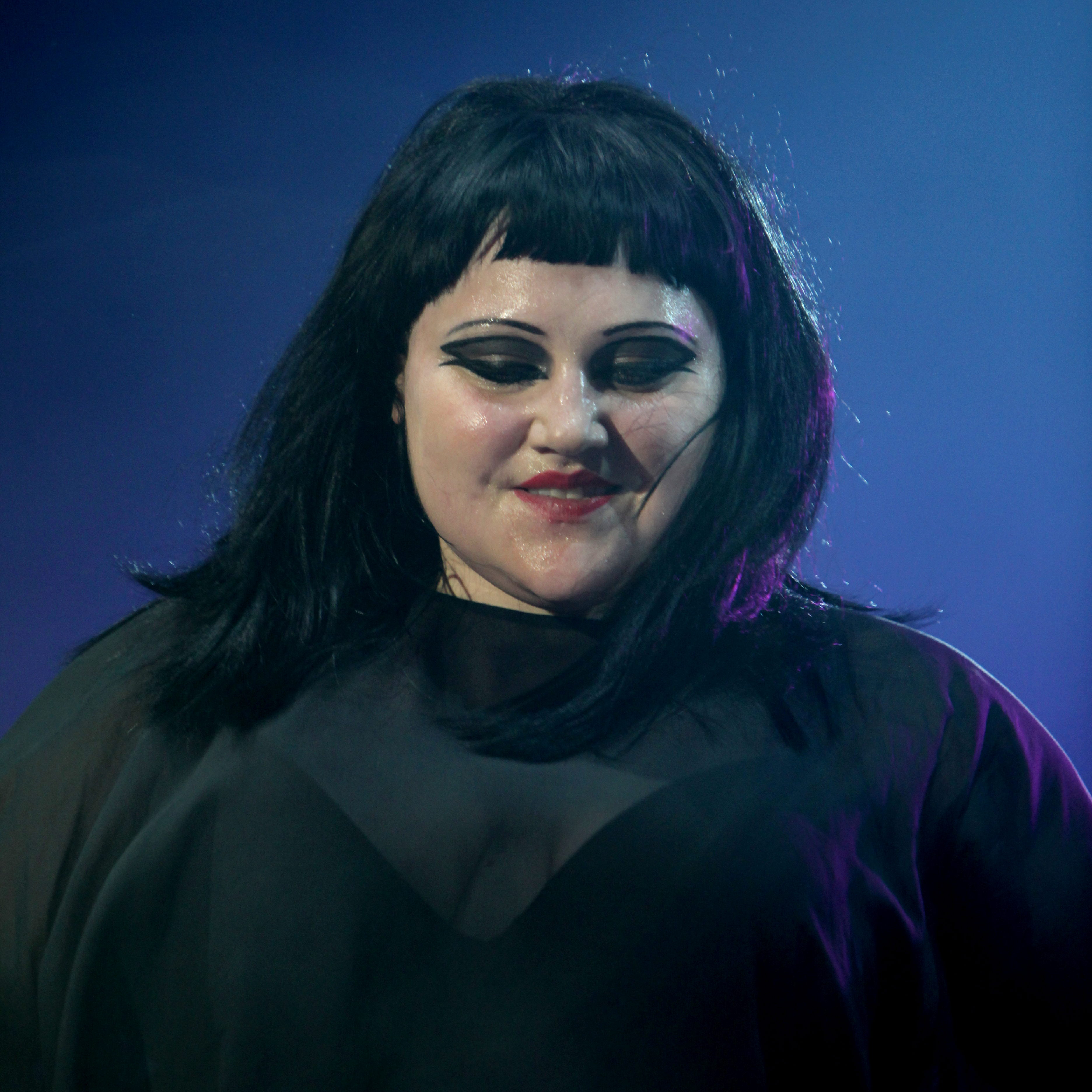
Aux Eurockéennes de Belfort 2011.
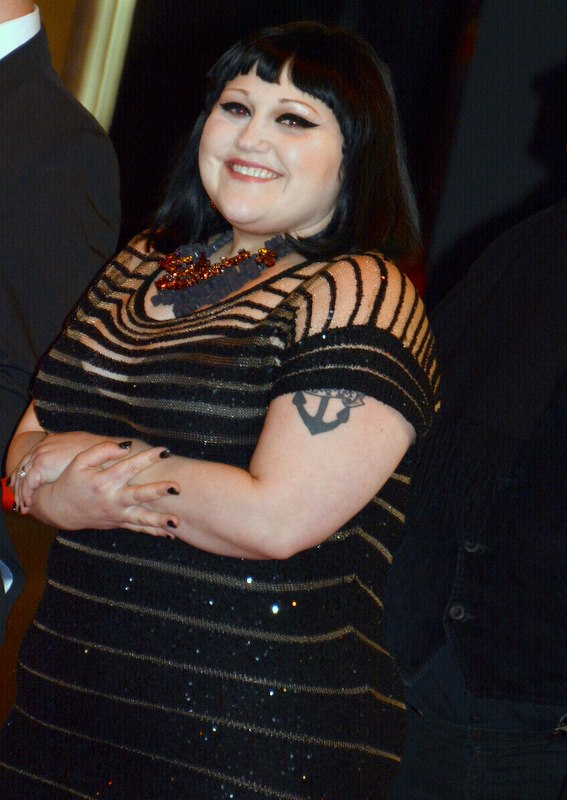
En 2014 à la 39e cérémonie des César.

## Discographie

### Albums studio
- 2017 : Fake Sugar

### EP
- 2011 : Beth Ditto EP

### Singles
- 2008 : Temptation, (single caritatif avec Jarvis Cocker)
- 2011 : I Wrote the Book
- 2017 : Fire

### Collaborations
- 2008 : Consequences avec Crisis, Paul Weller, The Enemy, Supergrass entre autres.
- 2010 : Cruel Intentions avec Simian Mobile Disco
- 2013 : A Rose by Any Name avec Blondie
- 2014 : Running Low avec Netsky

## Filmographie
- 2018 : Don't Worry, He Won't Get Far on Foot de Gus Van Sant : Reba
- 2019 : Becoming a God (série TV) : Bets

## Ouvrages
[réf. incomplète]
- 2012 : Diamant brut (autobiographie)

## Récompenses
- 2006 : NME - Coolest Person In Rock
- 2007 : NME Awards - Sexiest Woman Of The Year – nommée
- 2008 : Glamour Awards - International Artist Of The Year